# Honey, Honey
Honey, Honey è un singolo del gruppo musicale svedese ABBA, pubblicato nel 1974 dall'etichetta Polar Music.

## Descrizione
Honey, Honey fu scritta da Björn Ulvaeus, Benny Andersson e Stig Anderson. La parte principale del brano è cantata da Agnetha Fältskog e Anni-Frid Lyngstad. Oltre alla versione internazionale in lingua inglese, gli ABBA ne registrarono una anche in lingua svedese, l'ultima registrazione ufficiale nella loro madrelingua, che fu inserita come lato B dell'edizione svedese di Waterloo.
Nell'edizione internazionale di Honey, Honey il lato B, invece, è King Kong Song.
Nel 2008 Amanda Seyfried ha registrato una cover del brano per la colonna sonora del film Mamma mia!

## Successo commerciale
Honey, Honey fu pubblicato in quasi tutta Europa, negli Stati Uniti, in Australia e in Nuova Zelanda, ma non nel Regno Unito. L'etichetta britannica degli ABBA, la Epic Records, decise di pubblicare al suo posto un remix di Ring Ring, che però non ebbe particolare successo. Invece una cover di Honey, Honey registrata dal gruppo Sweet Dreams, riuscì ad entrare nella top ten britannica.
Honey, Honey rimase per quattro mesi nella top 5 in Germania, oltre a raggiungere la top 5 di Austria e Svizzera. Negli Stati Uniti Honey, Honey ebbe un modesto successo, specie se paragonato ai precedenti singoli. Il singolo, infatti, raggiunse la posizione 27 sia nella classifica generale dei singoli che in quella Adult Contemporary.